# Г (паровоз, Николаевская железная дорога)
Паровоз серии Г Николаевской железной дороги — локомотив, являвшийся основательной перестройкой, выполненной в 1863—1867 годах, первых товарных паровозов Санкт-Петербурго-Московской железной дороги.

## История
В 1860-годы значительная часть всех паровозов Николаевской железной дороги была модернизирована путём капитальной переделки. Эту процедуру прошли, в том числе, и большая часть первоначальных товарных паровозов железной дороги. Работы были выполнены на Александровском заводе. Всего из 121 однотипного товарного паровоза за 1863—1867 годы были перестроены 93. Они стали именоваться серией Г и, в зависимости от конструктивных особенностей разделялись дополнительной литерой в обозначении. Получилось 42 паровоза Га, 31 — Гб, и 20 — Гв. Перестройка заключалась в установке новой рамы с изменением положения осей, нового котла бо́льших размеров, установке винтовой сцепки и буферов вместо ударно-тяговых приборов первоначальной конструкции. Были установлены крытые будки для паровозной бригады. На колёсах появились бандажи и противовесы. На всех паровозах Гв и некоторых паровозов Гб экспансивное движение золотника парораспределительного механизма изменено на кулисное. Перестройка одного паровоза обходилась в 10 тыс. рублей, что было немногим дешевле стоимости постройки нового . Оставшиеся после переделки старые части и механизмы паровозов также были пущены в дело — из них собрали 10 танк-паровозов для Николаевской железной дороги. В 1910 году на Николаевской железной дороге ещё числился один паровоз серии Гб, переведённый на нефтяное топливо.
- Паровоз серии Гб на картине Савицкого «На войну»
- Чертёж паровоза серии Гб
- Паровоз серии Г на станции Тверь